# Пищулино (Смоленская область)
Пищулино — деревня в Кардымовском районе Смоленской области России. Входит в состав Берёзкинского сельского поселения. 

## География
Расположена в центральной части области в 1 км к юго-востоку от Кардымова, в 1 км южнее автодороги Р134 «Старая Смоленская дорога» Смоленск — Дорогобуж — Вязьма — Зубцов, на берегу реки Хмость. В 1 км северо-западнее деревни расположена железнодорожная станция Кардымово на линии Москва — Минск.

## История
В годы Великой Отечественной войны деревня была оккупирована гитлеровскими войсками в августе 1941 года, освобождена в сентябре 1943 года.
В 2009 году часть пгт Кардымово была включена в границы деревни Пищулино.

## Население
| 2007 |
| ---- |
| 379  |